# Roland Van Campenhout

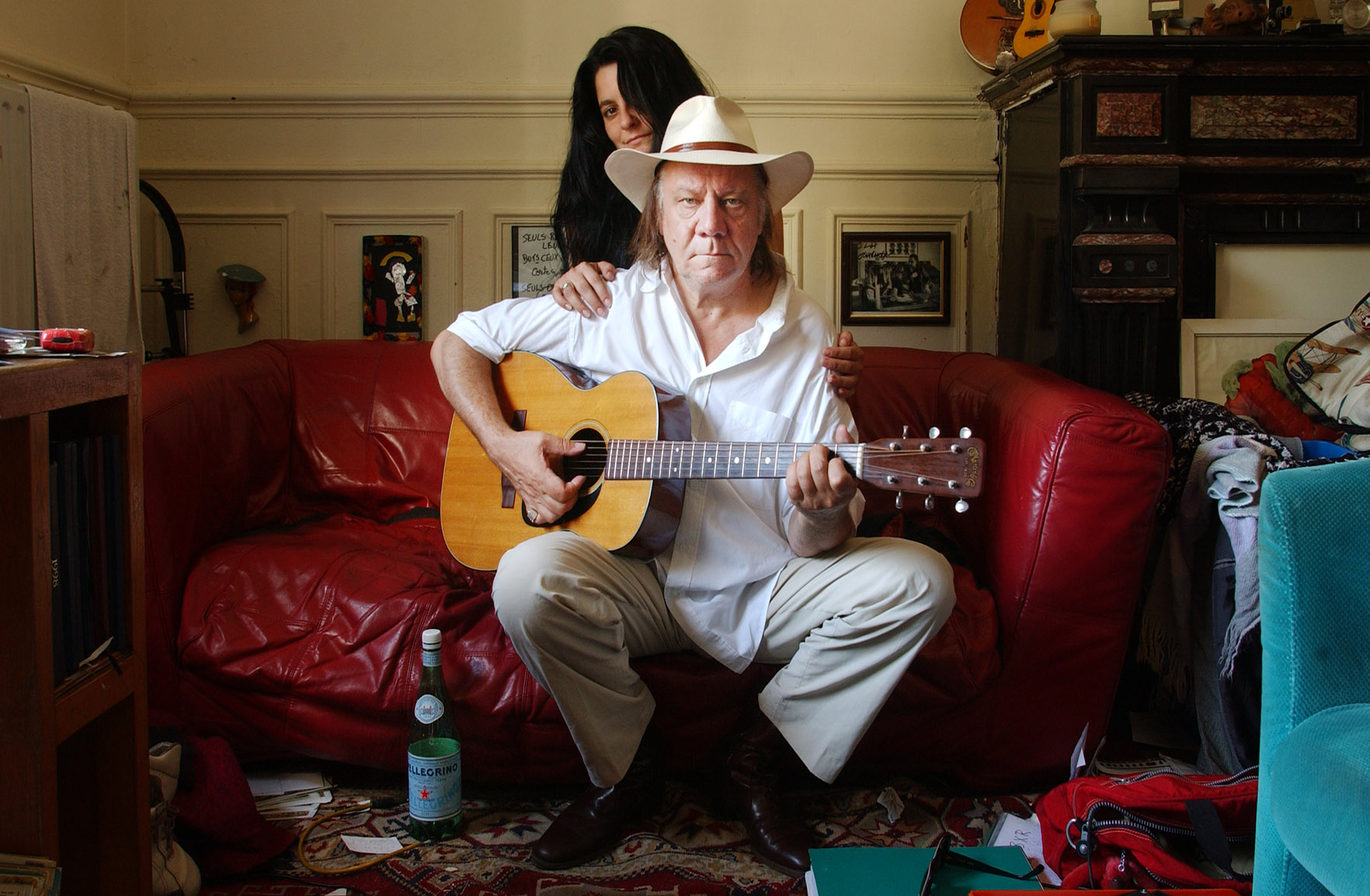
Roland Van Campenhout 2003

Roland Van Campenhout (auch unter der Kurzform Roland bekannt; * 1945 in Boom) ist ein belgischer Bluesmusiker.

## Leben
Roland Van Campenhout wurde als Sohn eines Saxofonspielers und Jazzmusikers in Boom in Flandern geboren. Der Vater starb, als er fünf Jahre alt war. In seiner Jugend prägte ihn vor allem Jack Kerouacs Roman On The Road, in dem der Jazz eine zentrale Rolle spielt. Er brachte sich das Gitarrespielen bei und gründete die Skiffle-Gruppe „William & Roland Skiffle Group“. Mit dem Folk-Duo „Miek & Roel“ veröffentlichte Roland 1967 die Single Je Kan Nooit Weten. Ab 1969 wandte er sich dem Blues zu und hatte seinen Durchbruch als Musiker auf dem Festival Jazz-Bilsen 1969. In den 1970ern wurde er Mitglied der Band von Rory Gallagher, mit der er in der ganzen Welt auftrat. Auch mit seiner eigenen Band „Bluesworkshop“, der in den 1970er Jahren auch der Keyboarder André Brasseur angehörte, ging er auf Tourneen, die ihn bis nach Singapur führten. Er spielte in den folgenden Jahren mit Tim Hardin, Leo Kottke und Ian Anderson, hatte seinen ersten kommerziellen Erfolg aber erst mit dem poplastigen Album 79 cm Per Second, das 1985 erschien und Hits wie Fish on the Hook und Cruising Down On Main Street enthielt.
Mit dem Rockmusiker Arno Hintjens arbeitete Roland Van Campenhout für dessen Album Charles et les Lulus zusammen, das 1991 erschien und Roland einem Publikum außerhalb der Blues-Szene bekannt machte. Zwei Jahre später trat er als Produzent für Pieter-Jan De Smets Album Antidote in Erscheinung und schrieb den Soundtrack für Marc Diddens Film Mannen maken plannen. Auch die folgenden Jahre waren neben eigenen Veröffentlichungen von der Zusammenarbeit mit anderen Künstlern gekennzeichnet.
Er spielte 2000 mit dem Folksänger Wannes Van De Velde und im folgenden Jahr mit der Blues-Gruppe „El Fish“, mit der er im selben Jahr auch ein Album aufnahm. Im Jahr 2006 folgte die Single Oaster Iets Scheelt, die Roland Van Campenhout zusammen mit Sioen und Helmut Lotti aufnahm und deren Erlös dem Kampf gegen Armut zugutekam.
Roland Van Campenhout gilt heute als einer der besten Blues-Musiker Belgiens. Auf seinen Alben experimentiert er mit orientalischen und afrikanischen Klängen (The Last Tribe), spielt teilweise instrumentale Alben ein (Snowblind) und mischt eigene Titel mit Coverversionen. Neben Folk und Blues enthalten seine Alben auch Anklänge der Country-Musik, des Rock ’n’ Roll, R’n’B und der Weltmusik. Sein 2008 erschienenes Album Never Enough, das als bisher bestes Album des Musikers gilt, erreichte Platz 2 der flämischen Charts und ist daher auch das bisher erfolgreichste Album in Roland Van Campenhouts Karriere.

## Auszeichnungen
- 1998: ZAMU Lifetime Achievement Award

## Diskografie

### Alben
- A Tune for You (1971)
- One Step at a Time (1972)
- Live (1974)
- Movin’ On (1975)
- Snowblind (1981)
- 76 Centimeters per Second (1985)
- Good as Bad Can Be (1989)
- The Last Tribe (1990)
- Hole in Your Soul (1990)
- Roland & Friends – Live (1990)
- Last Letter Home (1992)
- Mannen maken plannen (Soundtrack, 1993)
- Little Sweet Taste (1994)
- 50 (1994)
- Waltz … (1999)
- Nomaden van de muziek (mit Wannes Van de Velde; 2000)
- Waterbottle (mit El Fish; 2001)
- Lime & Coconut (2003)
- The Great Atomic Power (2005)
- Never Enough (2008)
- Parcours (2009)
- Fortune Cookie (mit Steven De Bruyn und Tony Ghyselinck; 2010)
- Alle 40 goed (Doppel-CD, 2012)
- Dah Blues Iz-a Comming … (mit Steven De Bruyn und Pascale Michiels; 2013)
- New Found Sacred Ground (2013)
- Folksongs from a Non-Existing Land (2018)
- Somewhere in the Mountains (2019)
- Wonderful Human Beings (2022)
- Roland & The Deep Blue Sea (2024)

### Singles
- Your Trip Is Not Like Mine (1968)
- Buddy Is Holly (1971)
- Le Brabant sonne (1980)
- Chain Gang (1983)
- Cruising Down on Mainstreet (1985)
- Fish on the Hook (1985)
- C’est si bon (1988)
- I’ll Give All I’ve Got (1989)
- Last Letter Home (1992)
- A Man Needs a Plan (1992)
- Don’t This Road Look Rough and Rocky (1992)
- Little Sweet Taste (1994)
- Down Along the Cove (1998)
- Hash Bamboo Shuffle (1998)
- Plastic Jezus (1999)
- Lime in the Coconut (2003)
- Bird in My Pyjamas (2004)
- The Truth (2005)
- In & Out o’ Love (2013)
- Calling Home (2013)